# Elias Canetti
Elias Canetti (Ruse, 25 luglio 1905 – Zurigo, 14 agosto 1994) è stato uno scrittore, saggista e aforista bulgaro naturalizzato britannico, di lingua tedesca, insignito del Nobel per la letteratura nel 1981.

## Biografia

### L'infanzia
Elias Canetti nacque a Ruse, nell'abitazione di famiglia (situata nell'odierna Ulitsa General Gurko, n. 13), primo dei tre figli di Jacques Elias Canetti (1881-1912), commerciante, e di Mathilde (Masal) Arditti (1886-1937). Entrambi i genitori erano ebrei sefarditi. Gli avi paterni erano originariamente noti con il cognome di Cañete, dal nome del villaggio spagnolo di Cañete. Dal lato materno gli Arditti, anch'essi di lontane origini iberiche, erano una delle più prestigiose tra le famiglie ebraiche in Bulgaria, essendo tra le fondatrici della comunità di Ruse, stabilitasi nella città danubiana sul finire del XVIII secolo. Gli Arditti, dopo l'espulsione degli ebrei dalla penisola iberica alla fine dal XV secolo, avevano trovato rifugio a Livorno, e successivamente nella Bulgaria ottomana. La lingua della sua infanzia fu il ladino o giudeo-spagnolo parlato in famiglia, ma il piccolo Elias fece presto esperienza con la lingua tedesca, usata in privato dai genitori (che la consideravano la lingua del teatro e dei loro anni di studio a Vienna). 
Canetti ebbe due fratelli minori: Nissim Jacques (1909-1997), il quale avrebbe intrapreso in Francia una carriera di direttore artistico e produttore musicale e Georges (1911-1971), medico e ricercatore presso l'Istituto Pasteur.
Dopo avere appreso il bulgaro, si trovò ad avere a che fare con l'inglese quando il padre decise di trasferirsi per lavoro a Manchester nel 1911. La decisione fu accolta con entusiasmo dalla madre, Mathilde Arditti, donna colta e liberale, che dovette sottrarre Elias dall'influenza del nonno paterno, il quale lo aveva iscritto alla scuola talmudica. Nel 1912, con la morte improvvisa del padre Jacques, cominciarono le peregrinazioni della famiglia, che si spostò prima a Vienna e poi a Zurigo, dove Canetti trascorse, tra il 1916 e il 1921, gli anni più felici.
In questo periodo, nonostante la presenza dei fratelli più piccoli, il rapporto di Canetti con la madre (che dal 1913 soffriva di periodiche crisi depressive) diventò sempre più stretto, conflittuale e segnato dalla dipendenza reciproca.

### Germania e Austria
La tappa seguente fu Francoforte, ove ebbe modo di assistere alle manifestazioni popolari a seguito dell'assassinio del ministro Walther Rathenau, prima esperienza di massa che gli lasciò un'impressione indelebile. Nel 1924 Canetti fece ritorno con il fratello Georges a Vienna, dove si laureò in chimica e rimase quasi ininterrottamente fino al 1938. Canetti si integrò velocemente nell'élite culturale viennese, studiando con avidità le opere di Otto Weininger, Sigmund Freud (che gli suscitò diffidenza sin dall'inizio) e Arthur Schnitzler, e assistendo alle conferenze di Karl Kraus, polemista e moralista. In uno di questi incontri culturali conobbe la scrittrice sefardita Venetiana (Veza) Taubner-Calderon, fin dalla nascita priva dell'avambraccio sinistro; nel 1934 la sposò, nonostante l'avversione della madre.
Sotto l'influenza del ricordo delle manifestazioni viste a Francoforte, nel 1925 cominciò a prendere forma il progetto di un libro sulla massa. Nel 1928 andò a lavorare a Berlino come traduttore di libri americani (soprattutto Upton Sinclair) e qui conobbe Bertolt Brecht, Isaak Babel' e George Grosz. Due anni più tardi conseguì il dottorato in chimica, professione che però non praticò mai e verso la quale non mostrò comunque alcun interesse. Tra il 1930 e il 1931 incominciò a lavorare al lungo romanzo Die Blendung (letteralmente L'accecamento, tradotto in italiano come Autodafé), pubblicato nel 1935, e, tornato a Vienna, continuò le frequentazioni dell'ambiente letterario: Robert Musil, Fritz Wotruba, Alban Berg, Hermann Broch, Anna e Alma Mahler.
Nel 1932 uscì il suo primo lavoro teatrale, Nozze. Due anni dopo fu la volta di La commedia della vanità. Nel 1937 Canetti si recò a Parigi per la morte della madre, evento che lo segnò profondamente e che chiude simbolicamente l'ultimo volume dell'autobiografia.

### Londra

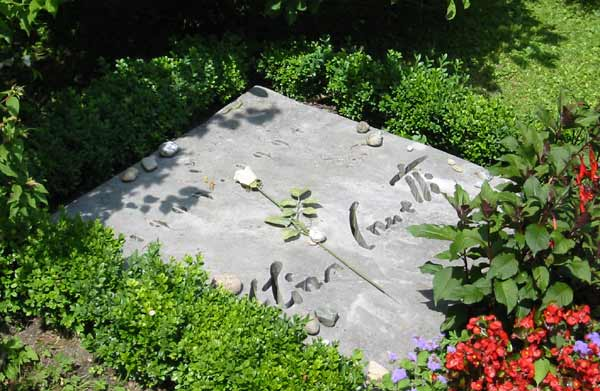
Tomba di Elias Canetti a Zurigo, Svizzera

Nel 1938, a seguito dell'annessione dell'Austria alla Germania nazista, Canetti emigrò prima a Parigi e poi a Londra. Nei vent'anni successivi, si dedicò esclusivamente all'imponente progetto sulla psicologia della massa, il cui primo e unico volume, Massa e potere, fu pubblicato nel 1960. Criticò molto duramente Thomas Stearns Eliot, il più celebrato poeta del Regno Unito e Premio Nobel. Nel 1952 prese la cittadinanza britannica: due anni dopo, al seguito di una troupe cinematografica, trascorse un periodo in Marocco, da cui trasse il volume Le voci di Marrakesh.
La prima del suo dramma Vite a scadenza si tenne a Oxford (1956). La moglie Veza, sposata nel 1934 e con la quale condivideva gli entusiasmi socialisti e la venerazione per Karl Kraus, morì suicida nel 1963 in seguito al fallimento del loro matrimonio, forse dovuto anche ai frequenti tradimenti di Elias. Nel 1971 Canetti sposò la museologa Hera Buschor, dalla quale ebbe l'anno seguente una figlia, Johanna. Nel 1975 le Università di Manchester e di Monaco gli conferirono due lauree honoris causa. Nel 1981 ricevette il premio Nobel per la letteratura, "per opere contraddistinte dalla visione ampia, dalla ricchezza di idee e dalla potenza artistica". Dopo la morte di Hera (1988), Elias Canetti tornò a Zurigo, dove morì nel 1994 nella sua abitazione in Klosbachstrasse, n. 88, nel quartiere di Hottingen. È sepolto nel cimitero di Fluntern sullo Zürichberg, accanto alla tomba di James Joyce.

## Attività letteraria
I viaggi, le relazioni e le numerose lingue praticate costituiscono il corposo patrimonio culturale di Canetti. La sua opera, oltre ad essere incentrata sulla metamorfosi, è essa stessa una metamorfosi continua: un solo romanzo, un solo libro di "antropologia", pochi testi teatrali, alcuni saggi, alcuni aforismi, un diario di viaggio e un'autobiografia.

### Auto da fé

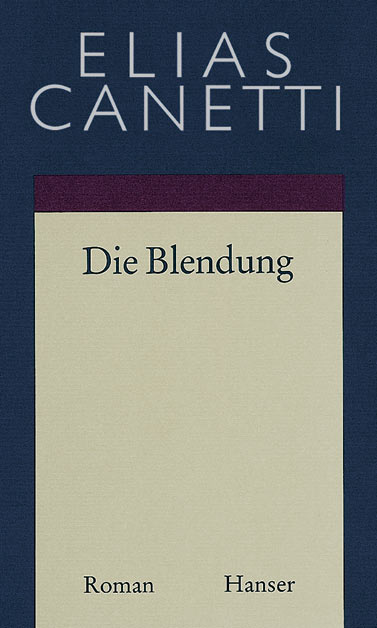
La copertina dell'edizione tedesca di Auto da fé

È il primo libro di Elias Canetti e il suo unico romanzo. Die Blendung (letteralmente "L'accecamento", tradotto in italiano e altre lingue come Auto da fé, titolo voluto dallo stesso Canetti) venne pubblicato nel 1935. Fu successivamente bandito dai nazisti e, nonostante l'apprezzamento di Hermann Broch, non ricevette grande attenzione fino a quando non venne ripubblicato negli anni sessanta. Mandò il manoscritto a Thomas Mann per una valutazione ma quest'ultimo glielo restituì senza averlo letto; Mann tuttavia espresse un parere positivo sul libro quando venne pubblicato quattro anni dopo.
Romanzo di notevole forza narrativa, per certi elementi grotteschi e demoniaci può essere avvicinato alle opere maggiori della letteratura russa del XIX secolo, in particolare ai lavori di Nikolaj Gogol' ma soprattutto di Fëdor Dostoevskij, nei confronti del quale lo stesso Canetti ha dichiarato il suo debito.

### Massa e potere
Nel saggio Massa e potere (1960), analizza a tutto tondo la sociologia delle masse. Fu un'opera di difficile gestazione, Canetti impiegò quarant'anni a scriverla e la definì come "l'opera di una vita". Nella sostanza Massa e potere è un'opera antropologica e sociologica nel senso che Canetti, attraverso lo studio degli elementi primi costitutivi della massa, arriva a mettere a nudo, a insegnarci i principi che stanno alla base del potere. Nel monumentale saggio Canetti fece confluire materiale da diverse discipline (antropologia, sociologia, mitologia, etologia e storia delle religioni), evitando programmaticamente nomi come Marx o Freud (menzionato solo una volta in una nota).
L'argomentazione dimostra come ciò che contribuisce a formare una massa sia un istinto connaturato nell'uomo tanto quanto quello della sopravvivenza. La prima parte analizza la dinamica dei diversi tipi di massa e della "muta". La seconda parte si concentra sulla questione del come e del perché le masse obbediscono ai capi. Hitler viene presentato come il capo paranoico, affascinato dalle dimensioni della massa che egli stesso comanda. La persecuzione degli ebrei viene poi messa in relazione con l'enorme inflazione del primo dopoguerra.

### L'autobiografia
Divisa in più volumi (La lingua salvata, Il frutto del fuoco, Il gioco degli occhi e Party sotto le bombe ), fu pubblicata fra il 1977 e il 1985. È proprio quest'opera, una delle più intense della letteratura contemporanea, che fa di lui uno degli scrittori più importanti del Novecento.
La lingua salvata, insieme a Il frutto del fuoco, Il gioco degli occhi e Party sotto le bombe, costituisce una sorta di Bildungsroman. La vicenda, chiaramente autobiografica, si articola in quattro parti fondamentali, ognuna delle quali si riferisce a un diverso luogo e periodo di tempo. La prima parte, ambientata nella città natale dell'autore, fa riferimento agli avvenimenti relativi alla prima infanzia dell'autore. Egli delinea un mondo sospeso tra modernità e progresso, assimilabili rispettivamente in maniera ideale alla componente paterna (costituita da una famiglia arricchitasi di recente) da un lato, e da quella materna dall'altro (costituita da una delle famiglie più prestigiose della cittadina).
Un ulteriore elemento di rottura è portato proprio dai suoi genitori, che, con le loro aspirazioni alla cultura (in opposizione alla tradizionale pratica familiare del commercio, tema che verrà più volte ripreso da Canetti nelle sue opere) e attraverso un continuo volgersi all'Occidente (rappresentato da Vienna, che comincia ad assumere sin dalle prime pagine del libro i tratti di topos per eccellenza) aprono una frattura nella mentalità locale, quasi stagnante in un lungo Medioevo retaggio della passata dominazione ottomana. Le aspirazioni represse dei genitori diventano uno dei temi chiave dell'opera, quasi una molla in tensione pronta a saltare, che si rivelerà nel corso dell'opera distruttiva in ambito familiare.
Elias Canetti descrive i rituali e la vita di un "bel tempo antico", in un mondo che ancora non aveva scoperto le devastazioni delle guerre mondiali. Le giornate del piccolo Elias nella cittadina danubiana si susseguono senza affanni o preoccupazioni di sorta, occasionalmente scandite dalle festività religiose e da pochi altri eventi di rilievo. Troviamo così una trattazione che, per così dire, rifugge dal resoconto storiografico, trovando una dimensione intimistica e personale, capace di dare rilievo a quei piccoli traguardi quotidiani che contrassegnano la vita di un bambino: scopriamo l'amore del piccolo Elias per la lettura, comunicatogli dalla madre, lo stupore verso il mondo degli adulti, con le sue regole incomprensibili e impenetrabili, ma più di tutto l'affetto per i genitori e i fratelli minori.

## Opere

### Teatro
I grandi temi della vita moderna sono al centro dei suoi drammi teatrali: in Le nozze vi rappresenta la cupidigia, la smania di possesso erotico e materiale; in La commedia della vanità il narcisismo come psicosi di massa; in Vite in scadenza la morte e i suoi meccanismi di rimozione. 
- Nozze (Hochzeit, 1932), trad. di Bianca Zagari, Collezione di teatro, Torino, Einaudi, 1997, ISBN 978-88-061-3674-1, pp.XIX-77.
- La commedia della vanità (Komödie der Eitelkeit. Drama in drei Teilen, 1934), traduzione di Bianca Zagari, prefazione di Claudio Magris, con uno scritto di Luciano Zagari, Collezione di teatro n.191, Torino, Einaudi, 1975,  pp. XXIII-135, ISBN 978-88-064-1269-2.
- Vite a scadenza (Die Befristeten, 1956), in Teatro, traduzione di Bianca Zagari, Einaudi, 1982. -prima del dramma a Oxford[4]
- Teatro (contiene: Hochzeit; Komödie der Eitelkeit; Die Befristeten), traduzione di Bianca Zagari, Collana Supercoralli, Torino, Einaudi, 1982,  p. 250, ISBN 978-88-065-4866-7.

### Autobiografia
- I.  La lingua salvata. Storia di una giovinezza (Die gerettete Zunge. Geschichte einer Jugend, 1977), traduzione di Amina Pandolfi e Renata Colorni, Collana Biblioteca n.95, Milano, Adelphi, 1980, ISBN 978-88-459-0417-2.
- II.  Il frutto del fuoco. Storia di una vita (1921-1931) (Die Fackel im Ohr. Lebensgeschichte 1921–1931, 1980), traduzione di Renata Colorni e Andrea Casalegno, Collana Biblioteca n.120, Milano, Adelphi, 1982, ISBN 978-88-459-0501-8.
- III.  Il gioco degli occhi. Storia di una vita (1931-1937) (Das Augenspiel. Lebensgeschichte 1931–1937, 1985), traduzione di Gilberto Forti, Collana Biblioteca n.161, Milano, Adelphi, 1985, ISBN 978-88-459-0639-8.
- IV.  Party sotto le bombe. Gli anni inglesi (Party im Blitz. Die englischen Jahre, 2003), traduzione di Ada Vigliani, a cura di Kristian Wachinger, Collana Biblioteca n.484, Milano, Adelphi, 2005, ISBN 978-88-459-2018-9.

### Quaderni di appunti 1942-1993
- La provincia dell'uomo. Quaderni di appunti 1942-1972 (Die Provinz des Menschen. Aufzeichnungen 1942-1972, 1973), traduzione di Furio Jesi, Collana Biblioteca n.80, Milano, Adelphi, 1978, ISBN 978-88-459-0358-8.
- Il cuore segreto dell'orologio. Quaderni di appunti 1973-1985 (Das Geheimherz der Uhr: Aufzeichnungen 1973-1985, 1987), traduzione di Gilberto Forti, Collana Biblioteca n.186, Milano, Adelphi, 1987, ISBN 978-88-459-0264-2.
- La tortura delle mosche (Die Fliegenpein. Aufzeichnungen, 1992), traduzione di Renata Colorni, Collana Biblioteca n.275, Milano, Adelphi, 1993, ISBN 978-88-459-0998-6.
- La rapidità dello spirito. Appunti da Hampstead, 1954-1971 (Nachträge aus Hampstead. Aus den Aufzeichnungen 1954-1971, 1994), traduzione di Gilberto Forti, Collana Biblioteca n.330, Milano, Adelphi, 1996, ISBN 978-88-459-1264-1.
- Un regno di matite. Appunti 1992-1993 (Aufzeichnungen 1992–1993, 1996), traduzione di Ada Vigliani, Collana Biblioteca n.446, Milano, Adelphi, 2003, ISBN 978-88-459-1796-7.
- Appunti 1942-1993, Collana gli Adelphi n.630, Milano, Adelphi, 2021, ISBN 978-88-459-3625-8. [edizione in volume unico dei precedenti volumi]

### Romanzo
- Auto da fé (Die Blendung, 1935), traduzione di Bianca e Luciano Zagari, Milano, Garzanti, 1967. - Milano, Adelphi, 1981.

### Saggistica
- Massa e Potere (Masse und Macht, 1960), traduzione di Furio Jesi, Milano, Rizzoli, 1972.
- Aufzeichnungen 1942–1948 (1965)
- Le voci di Marrakech (Die Stimmen von Marrakesch. Aufzeichnungen nach einer Reise, 1968), traduzione di Bruno Nacci, Collana Biblioteca n.128, Milano, Adelphi, 1983, ISBN 978-88-459-0527-8.
- L'altro processo. Le lettere di Kafka a Felice (Der andere Prozeß. Kafkas Briefe an Felice, 1969), traduzione di Alice Ceresa, Collezione Olimpia n.36, Milano, Longanesi, 1973.
  - Processi. Su Franz Kafka (Prozesse. Über Franz Kafka, 2019), nuova edizione aumentata con altri testi a cura di Susanne Lüdemann e Kristian Wachinger, trad. di Renata Colorni e Ada Vigliani, Biblioteca n.759, Milano, Adelphi, 2024, ISBN 978-88-459-3872-6.
- Alle vergeudete Verehrung, 1970.
- Potere e sopravvivenza. Saggi (Die gespaltene Zukunft. Aufsätze und Gespräche, 1972), traduzione di Furio Jesi, Collana Piccola Biblioteca n.13, Milano, Adelphi, 1974, ISBN 978-88-459-0167-6.
- Il Testimone auricolare. Cinquanta caratteri (Der Ohrenzeuge. Fünfzig Charaktere, 1974), traduzione di Gilberto Forti e Raffaele Oriani, Collana Piccola Biblioteca n.345, Milano, Adelphi, 1995, ISBN 978-88-459-1134-7.
- La coscienza delle parole. Saggi (Das Gewissen der Worte. Essays, 1975), traduzione di Furio Jesi e Renata Colorni, Collana Biblioteca n.141, Milano, Adelphi, 1984, ISBN 978-88-45-90585-8.
- Aufzeichnungen 1973–1984, 1999.
- Über Tiere. Mit einem Nachwort von Brigitte Kronauer, Hanser, München, 2002.
- Über den Tod. Hanser, München, 2003.
- Über die Dichter, Mit einem Nachwort von Peter von Matt, Hanser, München, 2004, ISBN 3-446-20470-9.
- Aforismi per Marie-Louise (Aufzeichnungen für Marie-Louise, 2005), traduzione di Ada Vigliani, a cura di Jeremy Adler, Collana Piccola Biblioteca n.670, Milano, Adelphi, 2005, ISBN 978-88-459-2960-1. [scritto nel 1942, pubblicato postumo nel 2005]
- Aufsätze – Reden – Gespräche, Hanser, München 2005, ISBN 3-446-18520-8 (= Gesammelte Werke, Band 10).
- Il libro contro la morte (Das Buch gegen den Tod, 2014), Con una Postfazione di Peter von Matt, a cura di Ada Vigliani, Collana Biblioteca n.670, Milano, Adelphi, 2017, ISBN 978-88-459-3169-7.

### Epistolari
- Briefe an Georges (mit Veza Canetti). Hanser, München 2006, ISBN 3-446-20760-0; Fischer Taschenbuch, Frankfurt am Main 2009, ISBN 978-3-596-18184-1.
- Liebhaber ohne Adresse. Briefwechsel 1942–1992 (mit Marie-Louise von Motesiczky). Hanser, München 2011, ISBN 978-3-446-23735-3.
- Rudolf Hartung. Briefe, Autobiographisches und Fotos. Hrsg. v. Bernhard Albers. Rimbaud, Aachen 2011, ISBN 978-3-89086-470-9.